# Sieger sein
Sieger sein ist ein deutscher Film von Soleen Yusef. Der Film feierte im Februar 2024 bei den Internationalen Filmfestspielen Berlin seine Premiere. Der Kinostart in Deutschland erfolgte im April 2024. Im Rahmen der Verleihung des Deutschen Filmpreises 2024 wurde Sieger sein als bester Kinderfilm ausgezeichnet.

## Handlung
Nach der Flucht mit ihrer siebenköpfigen kurdischen Familie aus Syrien ist die elfjährige Mona auf einer Grundschule mit hohem Migrantenanteil in Berlin-Wedding gelandet. Sie spricht zwar noch kein gutes Deutsch, spielt aber gut Fußball. Das hat sie in ihrer Heimat auf der Straße gelernt. Besonders ihre Tante Helin hat ihre Fußballleidenschaft immer unterstützt. Der engagierte Lehrer Herr Chepovsky erkennt ihr außergewöhnliches Talent und nimmt sie in das Mädchenfußballteam auf, wo es genauso hart zugeht wie an der gesamten Schule. Das Zusammenspiel mit den anderen Mädchen gestaltet sich schwieriger als gedacht, denn statt als Team, spielen diese dort eher gegeneinander.

## Produktion

### Filmstab und Besetzung

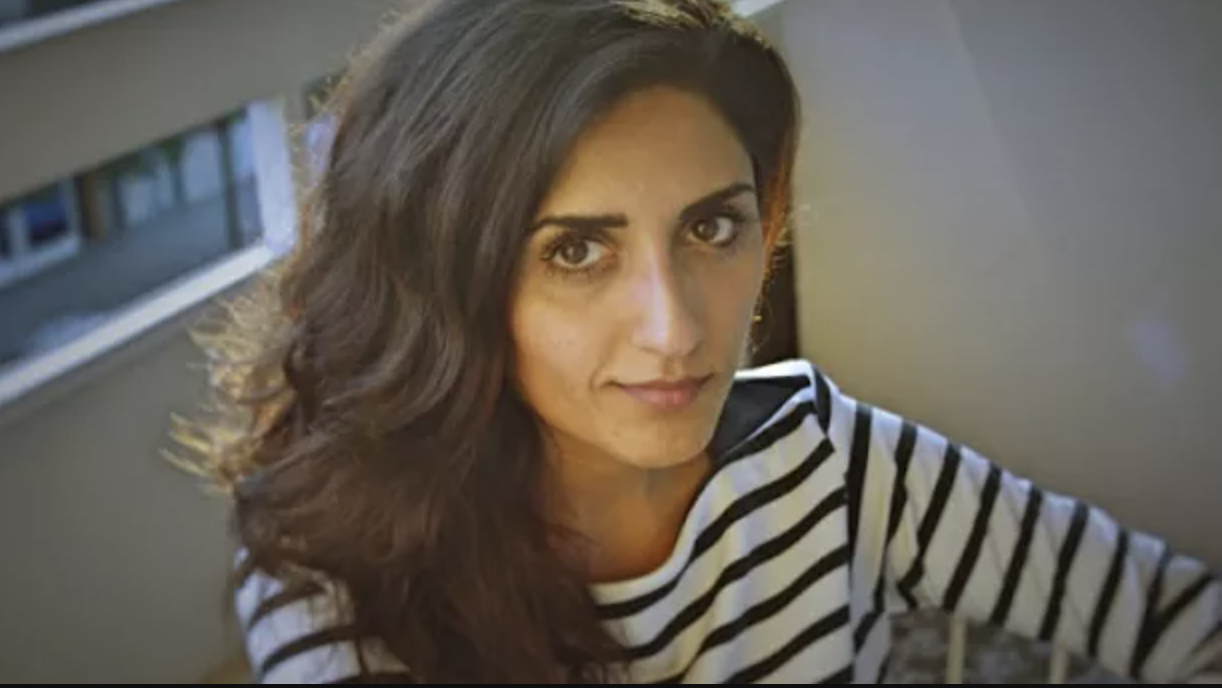
Die in Kurdistan geborene Regisseurin Soleen Yusef spielte als Jugendliche Straßen-Fußball

„Früher in Kurdistan war ich wirklich tagein, tagaus mit Fußball beschäftigt, vor allem, weil ich mit meinen
Brüdern auf den Straßen gespielt habe, also wirklich harten Straßen-Fußball. [...] Fußball galt schon etwas als Rebellion.“

Regie führte Soleen Yusef, die auch das Drehbuch schrieb. Die im Film erzählte Geschichte beruht auf eigenen Erfahrungen der deutsch-kurdischen Regisseurin. Bei Sieger sein handelt es sich um Yusefs zweiten Langfilm nach Haus ohne Dach von 2016. Als Yusef noch in Kurdistan lebte, habe sie nach eigenen Aussagen tagein, tagaus mit ihren Brüdern Straßen-Fußball gespielt. 1996 floh ihre Familie nach Deutschland. Zu 70, 80 Prozent habe sie in ihrem Film die Gegebenheiten so erzählt, wie sie tatsächlich stattfanden oder sie subjektiv empfand.
Dileyla Agirman spielt die elfjährige Mona. Die gebürtige Hildesheimerin wohnt seit 2015 mit ihren Eltern und drei jüngeren
Geschwistern in Schloß Holte-Stukenbrock und ist zweisprachig aufgewachsen. Seit ihrem fünften Lebensjahr trainiert sie Kung Fu und erhielt mit neun Jahren den 1. Dan, den schwarzen Gürtel. Andreas Döhler spielt Monas neuen Lehrer Herrn Chepovsky, genannt Herr „Che“. Die Geschwister Samira und Fatima Hamieh spielen Ayla und Aysel. Halima Ilter spielt Monas Mutter Nada und Hêvîn Tekin ihre Tante Helin. Murat Seven, der Monas Vater Said Sabri spielt, war bereits in Yusefs Film Haus ohne Dach zu sehen. Rankin Duffy ist in der Rolle von Herr Ches Sohn Harry zu sehen, mit dem sich Mona anfreundet.

### Filmförderung und Dreharbeiten
Sieger sein erhielt von der Initiative Der besondere Kinderfilm eine Projektentwicklungsförderung. Zudem erhielt der Film Produktionsförderungen von der BKMin Höhe von 500.000 Euro, vom Deutschen Filmförderfonds in Höhe von rund 800.000 Euro, vom Medienboard Berlin-Brandenburg in Höhe von 400.000 Euro und von der Mitteldeutschen Medienförderung in Höhe von 200.000 Euro. Von der Filmförderungsanstalt erhielt der Film eine Verleihförderung in Höhe von 60.000 Euro.
Die Dreharbeiten fanden von Mitte März bis Ende Mai 2023 statt, unter anderem in Berlin. Als Kameramann fungierte Stephan Burchardt, mit dem die Regisseurin bereits für Haus ohne Dach zusammenarbeitete.

### Filmmusik und Veröffentlichung
Die Filmmusik komponierten David Menke und Boris Rogowski. Menke arbeitete als Assistent des Filmkomponisten Gabriel Yared für Filme wie Judy von Ruper Goold, By the sea von Angelina Jolie und The Happy Prince von Rupert Everett.
Die Weltpremiere fand am 16. Februar 2024 statt, wo Sieger sein als Eröffnungsfilm der Sektion Generation Kplus gezeigt wurde. Am 11. April 2024 kam der Film in die deutschen Kinos. Ende Mai, Anfang Juni 2024 wurde Sieger sein beim Zlín Film Fest vorgestellt. Im August 2024 wurde der Film beim Melbourne International Film Festival und im November 2024 beim Filmfestival Cottbus gezeigt. Im Mai 2025 stellt Pluto Film Sieger sein beim Marché du film vor.

## Rezeption

### Kritiken
Peter Osteried, Filmkorrespondent der Gilde deutscher Filmkunsttheater, erklärt in seiner Kritik, zwar habe Soleen Yusef den Film für Kinder entwickelt, er sei aber so erzählt, dass er ein Publikum jedes Alters abholen könne. Dabei gelinge es ihm, ein Verständnis für die Schwierigkeiten zu schaffen, sich in neuen Lebensumständen zurechtzufinden, aber auch dafür, dass dem alten Leben nachgetrauert wird.  Sieger sein sei ein guter und ein wichtiger Kinderfilm, den tatsächlich nicht nur Kinder sehen sollten, auch wenn er mit seinen  einfach gehaltenen Botschaften hin und wieder ein wenig ins Predigen verfalle.
Von der Deutschen Film- und Medienbewertung wurde Sieger sein mit dem Prädikat Besonders wertvoll versehen. In der Begründung heißt es, während der sportliche Wettkampf für Spannung sorgt, werde auch davon erzählt, wie die Schülerinnen lernen, auch in der Schule solidarisch miteinander etwas zu erreichen. Weil Soleen Yusef von den chaotischen Zuständen an Schulen in weniger privilegierten Berliner Stadtteilen erzählen will und nebenbei auch noch ein paar Lektionen über die Vorzüge des demokratischen Systems in ihren Film eingeschmuggelt hat, sei Sieger sein mit knapp zwei Stunden Laufzeit vielleicht ein wenig lang für einen Kinderfilm geworden. Dieses Manko werde aber dadurch wettgemacht, dass der Film extrem authentisch wirke und mit einer coolen „Street Credibility“ erzählt werde, die nie bemüht oder anbiedernd wirke.

### Einsatz im Unterricht
Das Onlineportal kinofenster.de empfiehlt den Film ab der 4. Klasse für die Unterrichtsfächer Deutsch, Ethik, Sozialkunde/Gemeinschaftskunde, Politik und Musik und bietet Materialien zum Film für den Unterricht. Dort schreibt Verena Schmöller, im gesellschaftskundlichen Unterricht könnten sich die Schüler mit dem Thema Migration und den Beweggründen dafür auseinandersetzen. Dabei sollte auch diskutiert werden, mit welchen Herausforderungen und Problemen geflüchtete Menschen in ihren Zufluchtsländern konfrontiert werden.

### Auszeichnungen
Deutscher Filmpreis 2024
- Auszeichnung als Bester Kinderfilm (Sonja Schmitt, Christoph Daniel und Marc Schmidheiny)

Europäischer Filmpreis 2024
- Nominierung für den European Young Audience Award[19]

Filmkunstfest Mecklenburg-Vorpommern 2024
- Auszeichnung mit dem Förderpreis der DEFA-Stiftung

Giffoni Film Festival 2024
- Auszeichnung als Bester Film mit dem Gryphon Award – Elements +10[20]

Goldener Spatz 2024
- Auszeichnung für das Beste Drehbuch (Soleen Yusef)[21]

Internationale Filmfestspiele Berlin 2024
- Nominierung für den Gläsernen Bären in der Sektion Generation Kplus
- Nominierung für den Amnesty International Filmpreis
- Nominierung für den Teddy Award[22][23]

Kindertiger 2024
- Auszeichnung für das Beste Drehbuch (Soleen Yusef)[24]

Preis der deutschen Filmkritik 2025
- Auszeichnung als Bester Kinderfilm[25]

Zlín Film Fest 2024
- Nominierung im International Competition of Feature Films[12]